# Уич (сериал)
„Уич“ (на английски: W.I.T.C.H.) e европейски анимационен сериал, който дебютира на 18 декември 2004 г. и завършва на 23 декември 2006 г. Излъчени са 2 успешни сезона. Той е базиран на едноименният италиански комикс.

## Излъчване
| Сезон | Сезон | Епизоди | Начало на сезона | Край на сезона   |
| ----- | ----- | ------- | ---------------- | ---------------- |
|       | 1     | 26      | 18 декември 2004 | 17 август 2005   |
|       | 2     | 26      | 5 юни 2006       | 23 декември 2006 |

## Герои
- Уил Вандъм – лидер на групата. Нейната и сила е Сърцето на Кандракар, а във 2 сезон Квинтесенцията. Учи в един клас с Корнелия. Майка ѝ е влюбена в учителя и по история Дийн Колинс, когото не приема за свой баща. Озвучава се от Кели Стейбълс. На български в дублажа на bTV се озвучава от Елисавета Господинова, а в този на Медиа Линк за Jetix oт Албена Ставрева.
- Ирма Леър – нейната сила е водата. Учи в един клас с Тарани и Хей Лин. Има по-малък брат на име Кристофър. Озвучава се от Кенди Майло. На български в дублажа на bTV се озвучава от Албена Ставрева, а в този на Медиа Линк за Jetix oт Елисавета Господинова.
- Тарани Кук – нейната сила е огънят. Учи в един клас с Ирма и Хей Лин. Има по-голям брат на име Питър, който излиза с Корнелия. Озвучава се от Кали Трой. На български се озвучава от Елисавета Господинова и двата дублажа.
- Корнелия Хейл – нейната сила е земята. Учи в един клас с Уил. Има по-малка сестра на име Лилиян. Озвучава се от Кристъл Калил. На български се озвучава от Албена Ставрева и двата дублажа.
- Хей Лин – нейната сила е въздухът. Учи в един клас с Ирма и Тарани. Тя е внучка на една от старите пазителки Ян Лин, която също владее въздуха. Озвучава се от Лиза дел Мундо. На български се озвучава от Албена Ставрева и двата дублажа.

## В България
В България сериалът започва да се излъчва през 2005 г. по Jetix от 18:00 часа. В началото на 2006 г. се излъчва по bTV като част от блока Jetix под името „Уич: Пазителките на Вселената“ всеки делник от 6:40 часа, но през есента е преместен в 15:30 часа с дублаж на български. През 2007 г. се излъчва втори сезон отново в делничните дни, но след това е преместен в събота и неделя сутринта. След това излъчването отново продължава по Jetix, но вече с български дублаж. През 2009 г. е излъчен за последно по Нова телевизия.
В дублажа на bTV ролите се озвучават от Елисавета Господинова, Албена Ставрева, Живко Джуранов и Цанко Тасев. Дублажният състав по Jetix е същият, като в първи сезон Тасев е заменен със Живко Джуранов, а във втори от Мартин Герасков, който също така поема ролята на Кейлъб от Джуранов. Дублажът е на студио Медиа Линк.